# طبرمين
طَبَرْمِين (بالإيطالية: Taormina)‏ (يلفظ الاسم: تاورمينا)؛ مدينة في جزيرة صقلية بإيطاليا.

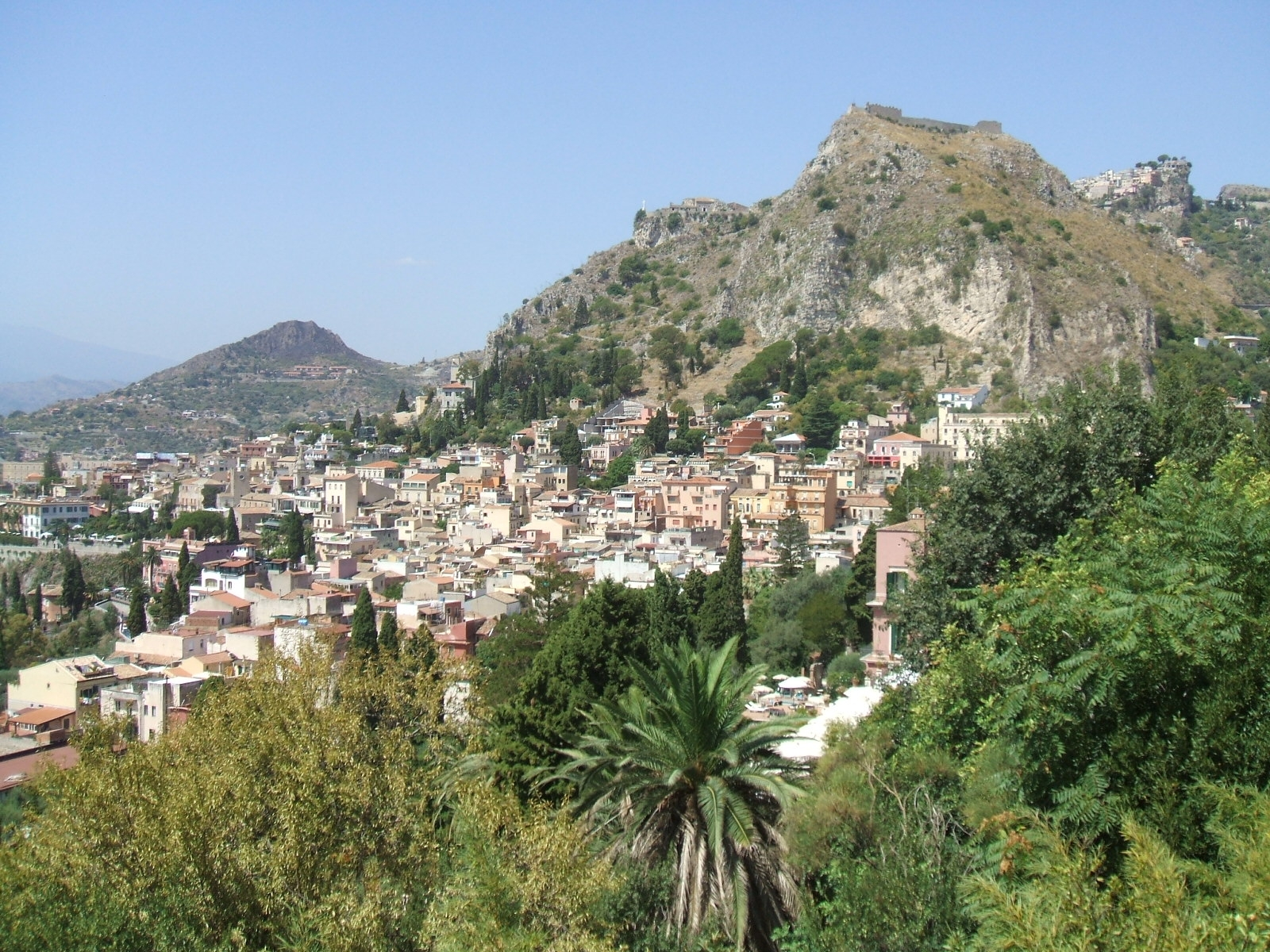
طبرمين

## السكان
في سنة 1861 بلغ عدد السكان 2٬926 نسمة، وتطور العدد ليصل في سنة 2011 لـ 11٬084 نسمة.
يظهر هذا المخطط البياني تطور النمو السكاني لـ طبرمين

## أعلام
- فرانتس بفيتشر
- ويليام فون غلودين
- ماوريزو ناسي